# Orfeu (film)
Orfeu (Orphée) este un film francez din 1950. În versiunea lui Cocteau, Orfeu este un celebru poet parizian care pătrunde în lumea de apoi căutând Moartea, de care este fascinat. Filmul se înțelege ca o continuare a Sângelui unui poet din 1931 și abundă de aluzii mitologice, metafore și reflexii ironice cu privire la condiția artistului modern. Are o continuare, Testamentul lui Orfeu (1960), cele trei filme formează Trilogia orfică.

## Personal
Regie: Jean Cocteau.
Producție: Emil Darbon.
Scenariu: Jean Cocteau.
Distribuție: Jean Marais (Orfeu), Marie Déa (Euridice), María Casares (prințesa / moartea), François Périer (Heurtebise), Juliette Gréco (Aglaonice), Henri Crémieux (editorul), Roger Blin (poetul), Edouard Dermithe (Cégeste), Maurice Carnege (un judecător), René Worms (un judecător), Raymond Faure, Pierre Bertin (comisarul), Jacques Varennes (un judecător).
Muzică: Georges Auric.
Imagine: Nicolas Hayer.
Montaj: Jacqueline Sadoul.
Durată: 95 min.

## Legături externe
- Orpheus la Internet Movie Database
- Orpheus la Allmovie
- Orpheus la Rotten Tomatoes

## Vezi și
- Listă de filme bazate pe mitologia greco-romană